# Шидльберг
Шидльберг (нем. Schiedlberg) — коммуна (нем. Gemeinde) в Австрии, в федеральной земле Верхняя Австрия. 
Входит в состав округа Штайр.  Население составляет 1271 человек (на 31 декабря 2005 года). Занимает площадь 30 км². Официальный код  —  41515.

## Политическая ситуация
Бургомистр коммуны — Йохан Зингер (АНП) по результатам выборов 2003 года.
Совет представителей коммуны (нем. Gemeinderat) состоит из 19 мест.
- АНП занимает 14 мест.
- СДПА занимает 4 места.
- АПС занимает 1 место.